# Uberlândia
Uberlândia je město v Brazílii, které leží v západní části státu Minas Gerais v brazilském Jihovýchodním regionu. V roce 2020 zde žilo přibližně 699 tisíc obyvatel, díky čemuž šlo o druhé nejlidnatější město ve státě Minas Gerais po městě Belo Horizonte. Zároveň je šestým nejlidnatějším městem v zemi, které se nachází v jejím vnitrozemí, neboť leží v nadmořské výšce přibližně 854 m n. m. na území Brazilské vysočiny v regionu zvaném Cerrado. 
Město slouží jako významný dopravní uzel mezi městy São Paulo a Brasília; Sao Paulo leží od Uberlandie asi 580 kilometrů jižně, Brasília 440 kilometrů severně a hlavní město státu Minas Gerais Belo Horizonte pak 560 kilometrů východně. 55 % obyvatel města tvoří římští katolíci, 25 % evangelikáni, 8 % spiritisté a 8 % ateisté. 